# Reichstädt
Reichstädt település Németországban, azon belül Türingiában. Lakosainak száma 329 fő (2023. december 31.).

## Népesség
A település népességének változása:
| Lakosok száma | 343  | 339  | 337  | 338  | 329  |
|               | 2017 | 2019 | 2021 | 2022 | 2023 |